# Ciclismo en los Juegos Olímpicos de Tokio 2020
El ciclismo en los Juegos Olímpicos de Tokio 2020 se realizó en cuatro instalaciones ubicadas en las prefecturas de Tokio y Shizuoka del 24 de julio al 8 de agosto de 2021.
En total fueron disputadas en este deporte 22 pruebas diferentes, 11 masculinas y 11 femeninas, repartidas en las 4 especialidades del ciclismo: 4 pruebas en ruta, 12 en pista, 2 en montaña y 4 en BMX. El programa de competiciones se modificó en relación con la edición anterior, cuatro pruebas fueron añadidas, en pista las carreras de madison masculina y femenina, y en BMX las pruebas de estilo libre para ambos géneros.

## Sedes
- Ciclismo en ruta – Recorrido en las prefecturas de Tokio y Shizuoka y Circuito Internacional de Fuji.[n 2]
- Ciclismo en pista – Velódromo de Izu (ubicado en la prefectura de Shizuoka).
- Ciclismo de montaña – Centro de Ciclismo de Montaña de Izu.
- Ciclismo BMX – Parque Deportivo Urbano de Ariake.

## Medallistas

### Ciclismo en ruta

#### Masculino
| Evento                     | Oro                                  | Plata                                  | Bronce                              |
| -------------------------- | ------------------------------------ | -------------------------------------- | ----------------------------------- |
| Ruta (24 de julio)         | Richard Carapaz · Ecuador · 6:05:26  | Wout van Aert · Bélgica · 6:06:33      | Tadej Pogačar · Eslovenia · 6:06:33 |
| Contrarreloj (28 de julio) | Primož Roglič · Eslovenia · 55:04,19 | Tom Dumoulin · Países Bajos · 56:05,58 | Rohan Dennis · Australia · 56:08,09 |

#### Femenino
| Evento                     | Oro                                            | Plata                                         | Bronce                                         |
| -------------------------- | ---------------------------------------------- | --------------------------------------------- | ---------------------------------------------- |
| Ruta (25 de julio)         | Anna Kiesenhofer · Austria · 3:52:45           | Annemiek van Vleuten · Países Bajos · 3:54:00 | Elisa Longo Borghini · Italia · 3:54:14        |
| Contrarreloj (28 de julio) | Annemiek van Vleuten · Países Bajos · 30:13,49 | Marlen Reusser · Suiza · 31:09,96             | Anna van der Breggen · Países Bajos · 31:15,12 |

### Ciclismo en pista

#### Masculino
| Evento                                | Oro                                                                                                 | Plata                                                                                          | Bronce                                                                                          |
| ------------------------------------- | --------------------------------------------------------------------------------------------------- | ---------------------------------------------------------------------------------------------- | ----------------------------------------------------------------------------------------------- |
| Velocidad individual (6 de agosto)    | Harrie Lavreysen · Países Bajos                                                                     | Jeffrey Hoogland · Países Bajos                                                                | Jack Carlin · Reino Unido                                                                       |
| Velocidad por equipos (3 de agosto)   | Roy van den Berg · Harrie Lavreysen · Jeffrey Hoogland · Matthijs Büchli · Países Bajos · 41,369 RO | Ryan Owens · Jack Carlin · Jason Kenny · Reino Unido · 44,589                                  | Florian Grengbo · Rayan Helal · Sébastien Vigier · Francia · 42,331                             |
| Persecución por equipos (4 de agosto) | Simone Consonni · Filippo Ganna · Francesco Lamon · Jonathan Milan · Italia · 3:42,032 RM           | Lasse Norman Hansen · Niklas Larsen · Frederik Madsen · Rasmus Pedersen · Dinamarca · 3:42,198 | Kelland O'Brien · Sam Welsford · Leigh Howard · Lucas Plapp · Alexander Porter · Australia · GV |
| Keirin (8 de agosto)                  | Jason Kenny · Reino Unido                                                                           | Azizulhasni Awang · Malasia                                                                    | Harrie Lavreysen · Países Bajos                                                                 |
| Madison (7 de agosto)                 | Lasse Norman Hansen · Michael Mørkøv · Dinamarca · 43 pts.                                          | Ethan Hayter · Matthew Walls · Reino Unido · 40 pts.                                           | Benjamin Thomas · Donavan Grondin · Francia · 40 pts.                                           |
| Ómnium (5 de agosto)                  | Matthew Walls · Reino Unido · 153                                                                   | Campbell Stewart · Nueva Zelanda · 129                                                         | Elia Viviani · Italia · 124                                                                     |

#### Femenino
| Evento                                | Oro                                                                                    | Plata                                                                                              | Bronce                                                                                                   |
| ------------------------------------- | -------------------------------------------------------------------------------------- | -------------------------------------------------------------------------------------------------- | --- |
| Velocidad individual (8 de agosto)    | Kelsey Mitchell · Canadá                                                               | Olena Starikova · Ucrania                                                                          | Lee Wai Sze · Hong Kong                                                                                  |
| Velocidad por equipos (2 de agosto)   | Bao Shanju · Zhong Tianshi · República Popular China · 31,895                          | Lea Friedrich · Emma Hinze · Alemania · 31,980                                                     | Daria Shmeliova · Anastasiya Voinova · ROC · 32,252                                                      |
| Persecución por equipos (3 de agosto) | Franziska Brauße · Lisa Brennauer · Lisa Klein · Mieke Kröger · Alemania · 4:04,242 RM | Katie Archibald · Laura Kenny · Neah Evans · Josie Knight · Elinor Barker · Reino Unido · 4:10,607 | Megan Jastrab · Jennifer Valente · Chloé Dygert · Emma White · Lily Williams · Estados Unidos · 4:08,040 |
| Keirin (5 de agosto)                  | Shanne Braspennincx · Países Bajos                                                     | Ellesse Andrews · Nueva Zelanda                                                                    | Lauriane Genest · Canadá                                                                                 |
| Madison (6 de agosto)                 | Katie Archibald · Laura Kenny · Reino Unido · 78 pts.                                  | Amalie Dideriksen · Julie Leth · Dinamarca · 35 pts.                                               | Gulnaz Jatuntseva · Mariya Novolodskaya · ROC · 26 pts.                                                  |
| Ómnium (8 de agosto)                  | Jennifer Valente · Estados Unidos · 124                                                | Yumi Kajihara · Japón · 110                                                                        | Kirsten Wild · Países Bajos · 108                                                                        |

### Ciclismo de montaña
| Evento                                 | Oro                                    | Plata                               | Bronce                            |
| -------------------------------------- | -------------------------------------- | ----------------------------------- | --------------------------------- |
| Campo a través masculino (26 de julio) | Thomas Pidcock · Reino Unido · 1:25:14 | Mathias Flückiger · Suiza · 1:25:34 | David Valero · España · 1:25:48   |
| Campo a través femenino (27 de julio)  | Jolanda Neff · Suiza · 1:15:46         | Sina Frei · Suiza · 1:16:.57        | Linda Indergand · Suiza · 1:17:05 |

### Ciclismo BMX

#### Masculino
| Evento                     | Oro                                   | Plata                                 | Bronce                                   |
| -------------------------- | ------------------------------------- | ------------------------------------- | ---------------------------------------- |
| Carrera (30 de julio)      | Niek Kimmann · Países Bajos · 39,053  | Kye Whyte · Reino Unido · 39,167      | Carlos Ramírez Yepes · Colombia · 40,572 |
| Estilo libre (1 de agosto) | Logan Martin · Australia · 93,30 pts. | Daniel Dhers · Venezuela · 92,05 pts. | Declan Brooks · Reino Unido · 90,80 pts. |

#### Femenino
| Evento                     | Oro                                              | Plata                                        | Bronce                                 |
| -------------------------- | ------------------------------------------------ | -------------------------------------------- | -------------------------------------- |
| Carrera (30 de julio)      | Bethany Shriever · Reino Unido · 44,358          | Mariana Pajón · Colombia · 44,448            | Merel Smulders · Países Bajos · 44,721 |
| Estilo libre (1 de agosto) | Charlotte Worthington · Reino Unido · 97,50 pts. | Hannah Roberts · Estados Unidos · 96,10 pts. | Nikita Ducarroz · Suiza · 89,20 pts.   |

## Medallero
| Núm. | País                    | Oro | Plata | Bronce | Total |
| ---- | ----------------------- | --- | ----- | ------ | ----- |
| 1    | Reino Unido             | 6   | 4     | 2      | 12    |
| 2    | Países Bajos            | 5   | 3     | 4      | 12    |
| 3    | Suiza                   | 1   | 3     | 2      | 6     |
| 4    | Dinamarca               | 1   | 2     | 0      | 3     |
| 5    | Estados Unidos          | 1   | 1     | 1      | 3     |
| 6    | Alemania                | 1   | 1     | 0      | 2     |
| 7    | Australia               | 1   | 0     | 2      | 3     |
| 7    | Italia                  | 1   | 0     | 2      | 3     |
| 9    | Canadá                  | 1   | 0     | 1      | 2     |
| 9    | Eslovenia               | 1   | 0     | 1      | 2     |
| 11   | Austria                 | 1   | 0     | 0      | 1     |
| 11   | República Popular China | 1   | 0     | 0      | 1     |
| 11   | Ecuador                 | 1   | 0     | 0      | 1     |
| 14   | Nueva Zelanda           | 0   | 2     | 0      | 2     |
| 15   | Colombia                | 0   | 1     | 1      | 2     |
| 16   | Bélgica                 | 0   | 1     | 0      | 1     |
| 16   | Japón                   | 0   | 1     | 0      | 1     |
| 16   | Malasia                 | 0   | 1     | 0      | 1     |
| 16   | Ucrania                 | 0   | 1     | 0      | 1     |
| 16   | Venezuela               | 0   | 1     | 0      | 1     |
| 21   | Francia                 | 0   | 0     | 2      | 2     |
| 21   | ROC                     | 0   | 0     | 2      | 2     |
| 23   | España                  | 0   | 0     | 1      | 1     |
| 23   | Hong Kong               | 0   | 0     | 1      | 1     |
|      | TOTAL                   | 22  | 22    | 22     | 66    |